# Subsimplicia punctilinea
Subsimplicia punctilinea är en fjärilsart som beskrevs av Louis Beethoven Prout 1928. Subsimplicia punctilinea ingår i släktet Subsimplicia och familjen nattflyn. Inga underarter finns listade i Catalogue of Life.